# Киш, Балаж
Балаж Киш (венг. Kiss Balázs; род. 21 марта 1972, Веспрем) — венгерский легкоатлет, специалист в метании молота. Олимпийский чемпион 1996 года, двукратный победитель Универсиад.
Балаж Киш родился 21 марта 1972 года в Веспреме. В 1991 году он стал третьим на чемпионате Европы среди юниоров. Годом позже он переехал в США, где поступил в университет Южной Калифорнии. Продолжал занятия метанием молота, в период с 1993 по 1996 год четыре раза подряд выигрывал студенческие чемпионаты Атлетического союза США и устанавливал рекорды этих соревнований.
С 1995 года начал международную карьеру. На чемпионате мира 1995 года в Гётеборге занял четвёртое место, а на Всемирной Универсиаде, проходившей в японской Фукуоке в том же году стал чемпионом. Наивысшим успехом в карьере Киша стала победа на Олимпийских играх в Атланте, где он стал чемпионом с броском на 81,24, опередив на 12 сантиметров американца Лэнса Дила. В 1997 году Киш повторил свои результаты 1995 года, став четвёртым на чемпионате мира в Афинах и выиграв Универсиаду в Катании (Италия). В 1998 году Киш установил личный рекорд — 83,00 метра на одном из стартов Золотой лиги, но на крупнейшем старте сезона, чемпионате Европы в Будапеште он стал вторым, уступил соотечественнику Тибору Гечеку.
В дальнейшем результаты спортсмена пошли на убыль, на чемпионате мира 1999 года в Севилье он не попал в финал, двумя годами позже в Эдмонтоне он стал шестым. В июле 2004 года объявил о завершении карьеры.